# Customer Premises Equipment
A sigla CPE (em inglês: Customer Premises Equipment) é um termo técnico muito utilizado por operadoras de telecomunicações e fornecedores de serviços de comunicação. É uma sigla em inglês quer dizer Customer Premises Equipment ou Customer Provided Equipment que significa "equipamento dentro das instalações do cliente".
CPE é um termo genérico que está relacionado à tecnologia e depende do contexto aonde é utilizado.
Por exemplo, para uma operadora de serviços celular o CPE é o telefone celular, para uma empresa de telefonia o CPE pode ser o aparelho de telefone (para serviços de voz) ou o modem ADSL (para serviços de dados). Outros exemplos de CPEs: roteadores, cable modem, receptor de WiMAX, antenas.
Qualquer equipamento que seja necessário para um cliente receber o serviço de comunicação é um CPE.